# Akane Hotaru
Akane Hotaru (紅音ほたる?; Osaka, 25 ottobre 1983 – Osaka, 15 agosto 2016) è stata un'attrice, blogger, attrice pornografica e AV idol giapponese conosciuta anche come Anna Akizuki (秋月 杏奈?).
Attiva in molti campi dello spettacolo giapponese, la sua attività principale è stata quella di attrice pornografica, ma ha anche recitato in pochi film non pornografici ed è stata una popolare blogger. Grazie alla sua particolare abilità nell'eiaculazione si è guadagnata l'appellativo di Shiofuki Queen (潮吹きクィーン,? regina dello squirting). Ha lasciato l'industria pornografica nel 2008.

## Vita e carriera

### L'entrata nell'industria AV
Il suo debutto nell'industria AV è avvenuto nel febbraio del 2004 con lo pseudonimo di Anna Kizuki in Faithful Dog 'Saseko', che vinse il premio di "miglior titolo AV" al 5th Takeshi Kitano Awards. Il suo fascino la portò a partecipare per la prima volta come attrice protagonista nel film G Guy! nel giugno del 2004. Nel settembre del 2004, con la partecipazione nel video Super Idols, ha ottenuto uno straordinario successo che fece ripubblicare lo stesso video in DVD come prima parte della serie Super Idols a novembre dello stesso anno.

### Premio come "Newcomer of the Year"
Nel film a tema cosplay, Uniform Collection / Anna Syugetsu, Akane Hotaru ha indossato una grande varietà di uniformi scolastiche, che è una forma popolare di fetish nell'industria AV giapponese. Un altro video a tema cosplay, Sister Maid del dicembre 2004, ha visto come protagonista la AV idol Shuri Himesaki. La Hotaru ha interpretato la sorella di Himesaki ed insieme eseguivano giochi erotici in uniforme da cameriera. Nonostante si possa pensare che con la sua prolifica carriera abbia avuto poco tempo libero, la Hotaru ha affermato di possedere 10 prodotti di oggettistica sessuale e che trovava il tempo e l'energia per masturbarsi ogni giorno.
Nel 2005 la rivista Weekly Playboy ha premiato la carriera della Hotaru col titolo di Newcomer of the Year (nuovo volto dell'anno) all'interno del "AV Academy Awards". Ha anche vinto il premio di "Best Actress Award for Excellence" (migliore attrice per eccellenza) ai 5th Annual SOD Awards 2006..

### La "ShiofukiQueen"
Grazie alle sue particolari abilità nello squirting (潮吹き?, shiofuki, eiacuazione femminile) ha ricevuto l'appellativo di "Shiofuki Queen" (regina dello squirt) degli AV giapponesi. Tra i film che hanno avuto come oggetto questo suo talento si citano Hotaru Akane - Shiofuki Climax e Hotaru Akane - Paipan Mega Shiofuki Fuck. La Hotaru ha affermato che beveva un'intera bottiglia d'acqua prima di girare delle scene in cui eiaculava. Nel film Hotaru Akane and Ayano Murasaki: Splash Heaven, del giugno 2006, era in competizione con la AV Idol matura Ayano Murasaki in questa specialità. Nella gara in cui si decideva "la migliore squirter dell'industria AV", le due attrici riportarono "splash love juice like a fountain!!" (gli spruzzi d'amore sono come fontane!!). Love Splashing, pubblicato il mese dopo, è un altro titolo incentrato sull'eiaculazione femminile che raggruppava Akane Hotaru con altre attrici che praticavano la stessa tecnica, come Ai Kurosawa.
Nel settembre del 2006 è apparsa nel suo primo film non censurato destinato al mercato estero (senza il mosaico di pixel che, secondo la legge giapponese, deve coprire i genitali degli attori). Successivamente ha interpretato altri quattro film non censurati, tutti pubblicati dalla Sky High Entertainment.
La Hotaru si è dichiarata orgogliosa della sua carriera da AV idol, ed il film del gennaio 2007, Gals' Battle Royal ～Hotaru Kurenai X Chihiro Shina～, fu la dimostrazione della sua professionalità. Il film mostrava due attrici AV che cercavano di superarsi l'un l'altra in una competizione sessuale. Le pratiche che svolgevano trattavano di fellatio, paizuri e urofilia. Un film dello stesso genere è Versus, Hotaru Akane vs. Satoko Tachibana nel quale la Hotaru entra in competizione contro un'altra AV Idol per l'aggiudicazione del titolo di "attrice erotica più esperta". In Hotaru Akane and Misaki Aso Versus 40-Year-Old Virgins, del settembre 2007, la Hotaru si unisce a Misaki Aso per aiutare un gruppo di uomini sessualmente inesperti ad avere il loro primo rapporto intimo con l'altro sesso. Dopo una carriera lunga ed estremamente prolifica, Akane Hotaru ha recitato nel suo ultimo film pornografico, Final Gusher - Akane Hotaru's Retirement Work, nell'ottobre del 2008.

### Altre attività
A differenza di molte altre attrici AV che salvaguardano con attenzione la loro vita privata, la Hotaru ha tenuto un profilo pubblico abbastanza alto. Oltre alle sue apparizioni come attrice AV, è anche conosciuta come una popolare blogger. Il suo blog, "Hotaru's Life", ha raggiunto rapidamente lo status di "blog di alto livello". Un altro segno della sua popolarità è la partecipazione come attrice non pornografica nel film teatrale diretto da Toru Ichikawa, Sekiryû no onna (赤龍の女?) (2006). Essendo riconosciuta come una celebrità nel mondo del porno, la Hotaru è stata invitata a parlare al "World AIDS Day" a Shibuya, Tokio tenutosi il 1º dicembre 2007.
Nel marzo del 2008 ha debuttato come cantante. Il suo singolo dal titolo Ai no Kuni è incluso nella compilation Mero Raba (Melodic Lover), nel quale sono inclusi anche singoli cantati da modelle e dalla cantante giapponese TSUKASA.

### Morte
Akane Hotaru è stata trovata morta in casa il 15 agosto 2016. La causa del decesso è sconosciuta.